# كليف غراي
كليف غراي (بالإنجليزية: Cleve Gray)‏ هو رسام أمريكي، ولد في 22 سبتمبر 1918 في نيويورك في الولايات المتحدة، وتوفي في 8 ديسمبر 2004 في هارتفورد في الولايات المتحدة.

## وصلات خارجية
- كليف غراي على موقع أرشيف الشارخ.